# Hendrik van Nassau-Saarbrücken
Hendrik van Nassau-Saarbrücken, volledige voornamen Hendrik Lodewijk Karel Albrecht, (Saarbrücken, 9 maart 1768 - Cadolzburg, 27 april 1797) was erfprins van Nassau-Saarbrücken. Na het overlijden van zijn vader werd hij de jure vorst, maar hij werd door de Franse bezetting van Nassau-Saarbrücken geen regerend vorst. Met hem stierf het Huis Nassau-Saarbrücken uit. Hij stamde uit de Walramse Linie van het Huis Nassau.

## Biografie
Hendrik was het enige kind van vorst Lodewijk van Nassau-Saarbrücken en Wilhelmina Sophia Eleonora van Schwarzburg-Rudolstadt, dochter van vorst Johan Frederik van Schwarzburg-Rudolstadt en Bernhardina van Saksen-Weimar. Het huwelijk tussen Lodewijk en Wilhelmina was ongelukkig, zodat Wilhelmina zich terugtrok in Slot Halberg en daar hun zoon grootbracht.
Hendrik werd in 1773 luitenant in het regiment Nassau-Infanterie. Hij studeerde eerst aan de Universiteit van Straatsburg en daarna van 1782 tot 1785 natuurkunde aan de Universiteit van Göttingen. Daarna maakte hij reizen: in 1786 was hij in Berlijn en in het voorjaar van 1787 in Italië.
Op 14 mei 1793 moest Hendrik voor de Fransen uit Slot Neunkirchen vluchten en trad hij in Pruisische militaire dienst. Hij keerde in de herfst van 1793 met Pruisische troepen terug in Saarbrücken. Hij moest in oktober 1793 toezien hoe Slot Saarbrücken in vlammen opging. Op 14 november 1793 werd hij kolonel van de Pruisische cavalerie. In 1794 stierf zijn vader en hij erfde de vorstelijke waardigheid. Koning Frederik Willem II van Pruisen verleende Hendrik asiel op Slot Cadolzburg bij Ansbach. Reeds in 1797 stierf Hendrik na een val van een paard. Zijn rechten op Saarbrücken vielen toe aan vorst Karel Willem van Nassau-Usingen.
In zijn testament had Hendrik, in herinnering aan zijn jeugd, de Saarbrücker Halberg als de plaats van zijn laatste rustplaats aangewezen. Het door graaf Lodewijk Crato van Nassau-Saarbrücken gebouwde (barokke) Slot Monplaisir lag echter als gevolg van de verwoestingen in de Eerste Coalitieoorlog in puin, bovendien hield het revolutionaire Frankrijk het grondgebied nog steeds bezet. Daarom werd het lijk van Hendrik in Cadolzburg begraven. Pas in 1976 maakte het initiatief Freundeskreis Erbprinz Heinrich de overdracht en herbegrafenis van zijn gebeente op de Halberg mogelijk. Een obelisk aan het einde van de toegangsweg naar het huidige (historicistische) Slot Halberg markeert de plek.

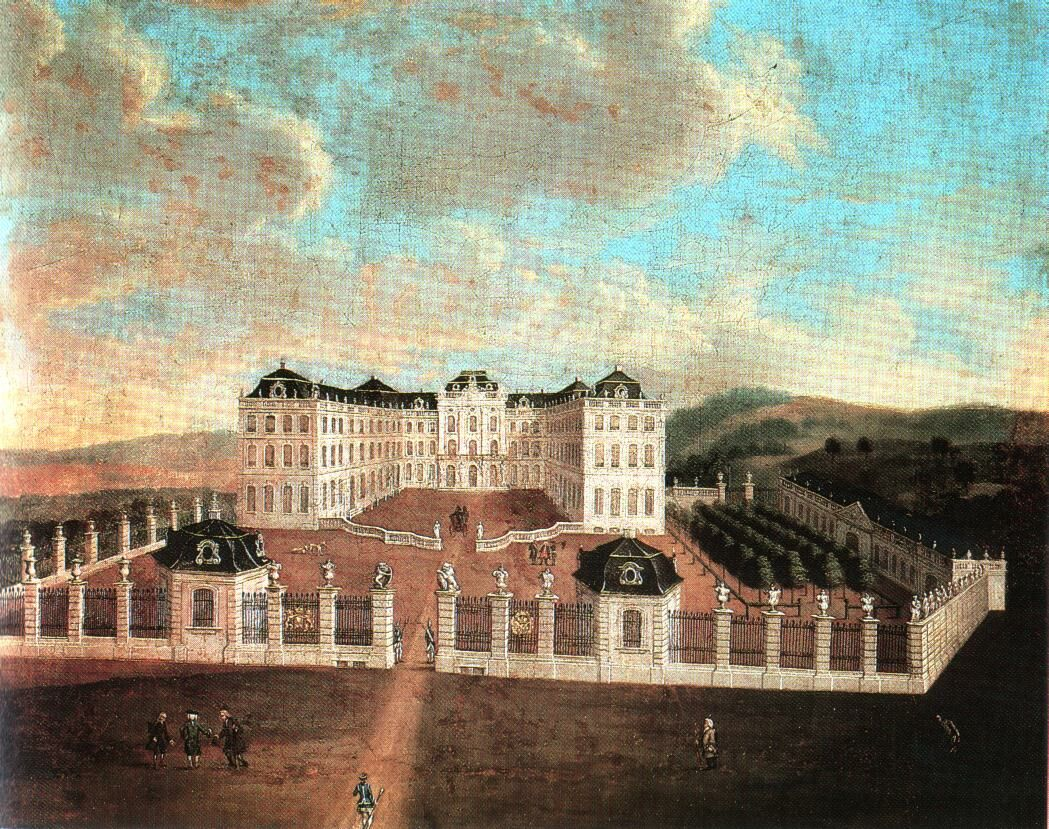
Slot Saarbrücken in 1760
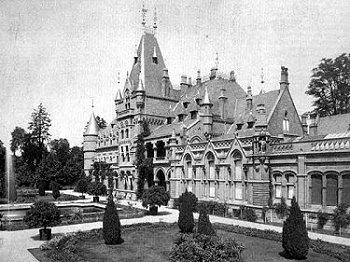
Slot Halberg in 1900

## Huwelijk
Hendrik huwde te Saarbrücken op 6 oktober 1779 (protestant) en te Reichshoffen op 9 oktober 1779 (katholiek) met Anne Françoise Maximilienne de Saint-Mauris de Montbarrey (Parijs, 2 november 1759 - Maisons-Alfort, 2 februari 1838), dochter van Alexandre Eleonor de Saint-Mauris, prins van Montbarrey en Françoise Parfaite Thaïs de Mailly. Het huwelijk bleef kinderloos.